# Unidad Profesional Interdisciplinaria de Biotecnología
La Unidad Profesional Interdisciplinaria de Biotecnología (UPIBI) es una escuela de nivel superior del Instituto Politécnico Nacional, creada en 1987. Está ubicada en el norte de la Ciudad de México.Su actual director es la Dra. Karina Cruz Pacheco.
En ella se estudian las ciencias y la ingeniería en las aplicaciones industriales de la biotecnología, los productos y procesos de las industrias de alimentos y fármacos, las técnicas más innovadoras de la biotecnología y la tecnología para la conservación del medio ambiente.

Historia y directores:

La UPIBI se fundó en 1987, por el entonces director del Instituto Politécnico Nacional: El Dr. Raúl Talan Ramírez; empezando actividades el primer semestres en la Escuela Superior de Ingeniería Química e Industrias Extractivas (ESIQIE), perteneciente también al Instituto Politécnico Nacional. El segundo semestre, lo cursaron en la Escuela Nacional de Ciencias Biológicas (ENCB), para que el tercer semestre de la primera generación y el primer semestre de la 2º generación, llegara a las instalaciones donde se encuentra actualmente la unidad; ubicada en Av. Acueducto de Guadalupe, donde antes era la laguna de Ticoman.
El primer director de la unidad y uno de sus fundadores fue el Dr. Efren Parada Arias, estando este como director durante dos periodos de 1987-1993. El segundo director fue el M. en C. Feliciano Montoya Vega de 1993-1996. El tercer director de la UPIBI, fue la M. en C. María de la Cruz Marcela Segura Granados, siendo su periodo de gestión de 1996-2003. El cuarto director de la Unidad fue el Dr. Enrique Duran Paramo, siendo su gestión del 2003-2010. El quinto director fue un egresado de la UPIBI de la carrera de Ingeniería en Biotecnología: el Dr. Juan Silvestre Aranda Barradas, siendo director del 2010-2012. Cuando concluyó su periodo, se le ofreció ser Director de Posgrado en el Área Central del Instituto Politécnico Nacional. La sexta directora de la UPIBI fue la M. en C. Yessica María Domínguez Galicia, siendo su gestión del 2013-2016. El séptimo director, fue director interino por casi un año, el M. en C. Samuel Dorantes Álvarez, siendo que el desde la fundación, tiene el papel de ser el decano de la unidad. Para el 2017, llegó la nueva directora de la unidad, siendo también egresada de la carrera de Ingeniería Farmacéutica: Dra. María Guadalupe Ramírez Sotelo, tuvo dos periodos como directora, 2017-2024, actualmente la Dra. Karina Cruz Pacheco fue elegida como directora, después de ser directora de la carrera de Ingeniería en Alimentos. 
Las carreras que se imparten son:
- Ingeniería Ambiental
- Ingeniería Biomédica
- Ingeniería Biotecnológica
- Ingeniería en Alimentos
- Ingeniería Farmacéutica

De igual manera, la escuela ofrece los siguientes programas de posgrado:
- Maestría en Ciencias en Bioprocesos
- Maestría en Biotecnología Productiva
- Doctorado en Biotecnología Productiva
- Doctorado en Ciencias en Bioprocesos
- Doctorado en nanociencias y micro-nanotecnología

Algunas sociedades estudiantiles de la unidad son:
- Sociedad Estudiantil de Ingeniería Biotecnología[3]
- Sociedad Estudiantil de la SMBB[4]
- Sociedad Estudiantil de Ingeniería Farmacéutica
- Sociedad Estudiantil de Ingeniería en Alimentos
- Asociación Farmacéutica Mexicana (AFM) rama estudiantil
- Rama estudiantil de la IEEE Upibi[5]
- Sociedad Estudiantil de Ingeniería Biomédica (SEIB)
- Comunidad Organizada Estudiantil de UPIBI (COE-UPIBI)